# Cryptocephalus schaefferi
Cryptocephalus schaefferi là một loài bọ cánh cứng trong họ Chrysomelidae. Loài này được Schrank miêu tả khoa học năm 1789.